# Virginia González Polo
González  Polo est un nom espagnol. Le premier nom de famille, en général paternel, est González ; le second, en général maternel, souvent omis, est Polo.
Pour les articles homonymes, voir González et Polo (homonymie).
Virginia González Polo, née à Valladolid le 2 avril 1873 et morte le 15 août 1923 à Madrid, est une femme politique et féministe espagnole.

## Biographie
En 1894, elle s'installe, en Galice, où elle se lie avec les cercles anarchistes et adhère en 1893 à Société des cordonniers de La Corogne.
Elle rejoint ensuite à Bilbao où elle adhère à l'UGT en 1899. En 1904, elle fonde le Groupement féminin socialiste de Bilbao.
Elle s'exile un temps en Argentine pour motifs économiques, puis rentre en Espagne et emménage à León où elle participe à la grève générale de 1909, raison pour laquelle elle est arrêtée. Vivant un temps à Bayonne, en France, elle rejoint à Madrid en 1910. Devenant l'une des fondatrices du Groupement féminin socialiste de Madrid, elle entame une intense activité politique et syndicale en participant à de nombreux meetings dans toute l'Espagne.
De 1915 à 1918, elle est porte-parole du Comité national du Parti socialiste ouvrier espagnol (PSOE) et Secrétaire féminine de la Commission exécutive entre 1918 et 1919. En 1916, elle est désignée membre de la Commission exécutive de l'Union générale des travailleurs (UGT) et assure pendant un an la direction du syndicat, devenant la première femme dirigeante d'un syndicat en Espagne.
Le 23 septembre 1916, elle est condamnée à la prison pour injures contre l'Église catholique.
Socialiste partisane de la Troisième Internationale, elle quitte le PSOE et fait partie des fondatrices du Parti communiste ouvrier espagnol le 13 avril 1921.
Elle est choisie pour être déléguée du parti au Congrès de l'Internationale communiste de Moscou, mais tombe très gravement malade lors de son escale à Paris.
Sa dernière apparition publique est le meeting contre la guerre du Rif.
Elle décède à Madrid le 15 août 1923, à l'âge de 50 ans.

## Postérité
- Son fils, le journaliste César Rodríguez González, exilé au Mexique durant la dictature franquiste, a poursuivi son combat politique[9].
- Virginia González Polo laisse le souvenir d'une grande militante des droits des ouvrières, revendiquant, durant toute sa vie, la place professionnelle, politique et sociale des femmes.
- Elle est considérée aujourd'hui, notamment grâce aux travaux de l'écrivaine Aurora de Albornoz sous la transition démocratique, comme l'une des pionnières du syndicalisme féminin espagnol et des droits des femmes en Espagne[10].